# ГЕС Shíquán
ГЕС Shíquán (石泉水电站) — гідроелектростанція у північній частині Китаю в провінції Шеньсі. Знаходячись перед ГЕС Xǐhé, становить наразі верхній ступінь каскаду на річці Ханьшуй, великій лівій притоці Янцзи.
В межах проекту річку перекрили бетонною гравітаційною греблею висотою 65 метрів, довжиною 353 метра та максимальною шириною по гребеню 16 метрів, яка потребувала 370 тис м3 матеріалу. Гребля утримує витягнуте на 70 км водосховище з площею поверхні 25 км2, об’ємом 324 млн м3 (корисний об’єм 227 млн м3) та припустиме коливання рівня поверхні у операційному режимі між позначками 395 та 410 метрів НРМ (під час повені рівень може зростати до 415,1 метра НРМ, а об’єм – до 470 млн м3). 
У 1973-1975 роках станцію ввели в експлуатацію з трьома турбінами типу Френсіс потужністю по 45 МВт, які забезпечували виробництво 650 млн кВт-год електроенергії на рік. А в 2000-му стала до ладу друга черга із двох турбін такої ж одиничної потужності.